# Dennis Publishing
Dennis Publishing Ltd. es una editorial británica independiente, fundada en 1973 por Felix Dennis . Su primera publicación fue una revista de kung-fu . En la década de 1980, se convirtió en un editor líder de revistas para entusiastas de la informática en el Reino Unido. En la década de 1990, se expandió al mercado estadounidense, donde publicó las revistas de estilo de vida Maxim, la revista de electrónica de consumo Stuff y la revista de música Blender . En 2007, la empresa vendió todas sus participaciones en Estados Unidos, con la excepción de la edición estadounidense de The Week . Felix Dennis murió en 2014, dejando la propiedad de la empresa a la organización benéfica Heart of England Forest . En 2018, la compañía fue vendida a Exponent, una firma británica de capital privado.

## Historia

### Fundación y desarrollo temprano
Felix Dennis comenzó en el negocio de las revistas a fines de la década de 1960 como uno de los editores de la revista de contracultura OZ . A mediados de la década de 1970, nació Dennis Publishing, comenzando con una revista de kung-fu, Kung Fu Monthly .
Dennis siguió esto a principios de la década de 1980 publicando títulos en el sector emergente de entusiastas de la informática, incluido Your Spectrum (más tarde rebautizado como Your Sinclair y vendido a Future Publishing ). Desde entonces, Dennis ha mantenido un punto de apoyo en el negocio de las revistas de informática; hasta ' éxito de Maxim en los Estados Unidos a finales de la década de 1990, las revistas de informática eran el pilar de las revistas de Dennis, superadas solo por Future Publishing en el Reino Unido.
En 1987, la editorial pasó a llamarse Sportscene Specialist Press a Dennis Publishing.
Dennis Publishing, Inc. publicó una de las revistas de estilo de vida de hombres modernos más exitosas en Estados Unidos - Maxim (base de tasa de 2.5 millones) - junto con Stuff (base de tasa de 1.3 millones) y la revista de música de interés general Blender (base de tasa de 800,000). Maxim, Stuff y Blender son marcas comerciales registradas de Felix Dennis.

### 2000-presente
El 5 de febrero de 2005, se lanzó Maxim Radio en Sirius Satellite Radio . El 12 de noviembre de 2008, Sirius y XM se fusionaron, y cinco días después, Sirius XM Stars Too debutó en Sirius Satellite Radio en Sirius 108 y XM 139. En mayo de 2011, Stars Too pasó al canal 104 en ambos servicios.
El 15 de febrero de 2007, Dennis Publishing, Inc. anunció que había contratado a la firma de inversión en medios Allen & Company como su asesor financiero exclusivo para explorar varias alternativas estratégicas disponibles para la empresa, incluida una posible venta de la empresa. En junio de 2007, todas las participaciones de Dennis en Estados Unidos, menos la edición estadounidense de The Week, se vendieron a la firma de capital privado Quadrangle Group . Esto incluyó las ediciones de Maxim, Stuff y Blender .
En enero de 2008, Dennis Publishing adquirió el sitio de noticias en línea The First Post por una suma no revelada. En febrero, Dennis Publishing anunció el lanzamiento de iGizmo, una revista digital interactiva quincenal gratuita dedicada a los dispositivos y la tecnología de consumo, que se lanzará el 11 de marzo. En noviembre, Dennis Publishing adquirió Bit-Tech, un sitio web para entusiastas del hardware y los juegos en línea, por una suma no revelada.
Para 2012, Dennis Publishing, que produjo más de 50 revistas, aumentó las ganancias antes de impuestos de su grupo en un 35% interanual de 4,1 millones de libras esterlinas a 5,5 millones de libras esterlinas. El beneficio operativo del grupo subió casi un 12% a 4,9 millones de libras. La facturación del grupo, excluida la participación en los ingresos de las empresas conjuntas, aumentó ligeramente año tras año a poco más de 70 millones de libras. Los ingresos, incluidas las empresas conjuntas, aumentaron un 3% hasta los 77,7 millones de libras esterlinas. Las operaciones en el Reino Unido representaron casi el 84% de los ingresos totales.
Después de la muerte de Felix Dennis en 2014, Dennis Publishing era propiedad de Heart of England Forest Chfarity, una organización benéfica creada por Dennis para replantar árboles.
En 2017, basado en el rápido crecimiento de DoG Tech en los Estados Unidos y en todo el mundo, Dennis Publishing celebró un acuerdo de empresa conjunta con DoG Tech, LLC.
En julio de 2017, Dennis Publishing adquirió MoneyWeek, la revista financiera más vendida del Reino Unido.
En julio de 2018, Dennis Publishing fue comprada por Exponent, una firma británica de capital privado. Los ingresos de la venta se destinaron a la organización benéfica Heart of England Forest y la cifra especulada para la adquisición fue de £ 150 millones.
En febrero de 2019, Dennis Publishing adquirió Kiplinger, una editorial estadounidense de publicaciones sobre finanzas personales y negocios, como la revista de finanzas personales Kiplinger's Personal Finance y el boletín semanal de pronósticos económicos y comerciales The Kiplinger Letter . La empresa también es propietaria del sitio web Kiplinger.com. Los términos del acuerdo no fueron revelados.
En febrero de 2020, Dennis Publishing anunció planes para lanzar The Week Junior, una revista impresa de suscripción semanal dirigida a niños de 8 a 14 años

## Dennis Digital
Dennis Digital, anteriormente conocido como MaximNet, que se lanzó en 1999, es la división interactiva de Internet y dispositivos móviles de Dennis Publishing, que publica Maxim, Stuff, The Week y publicó (ahora desaparecido) Blender .

## Publicaciones
- Auto Express [19]
- Bizarre [19]
- Carbuyer
- Carthrottle
- Channel Pro
- CloudPro
- Computer Shopper
- Computeract!ve [11]
- Custom PC
- Cyclist [11]
- Den of Geek
- Digital SLR Photography
- EVO
- Expert Reviews
- Fortean Times
- Health & Fitness
- IT Pro
- Kiplinger's Personal Finance
- Know Your Cell
- Know Your Mobile
- Kontraband
- Land Rover Monthly
- MacUser [19]
- Men's Fitness [11]
- Micro Mart
- MoneyWeek
- Octane [19]
- OlA Celular Brazil
- PC Pro [19]
- Viz [11]
- Webuser
- The Week [11]
- Women's Fitness
- ‘’WTF1’’

## Detalles de la compañía
- Director ejecutivo: James Tye[20]
- Director financiero del grupo: Brett Reynolds[21]
- Número de empresa registrada: 1138891 (Inglaterra)
- Oficina central: 31-32 Alfred Place, Londres, WC1E 7DP